# 辻本運輸
辻本運輸株式会社（つじもとうんゆ）は、奈良県奈良市に本社を置く日本の運輸関連企業である。奈良市内の本社ほか、関東・九州にも支社がある。奈良テレビのコマーシャルとして流れることがよくある。

## 沿革
- 1979年4月 - 陸送業を創業。
- 1983年5月 - 法人に改組され、辻本陸送株式会社が運輸免許申請される。
- 1985年3月 - 運輸免許認可。（近運貨二第3122号）
- 1986年6月 - 社名を辻本運輸（有）に変更。資本金を13,000,000円に増資。
- 1995年5月 - 本社を移転。組織変更により辻本運輸株式会社とする。
- 1998年12月 - 山口支店を開設。
- 1999年1月 - 運輸免許認可（中国自認第62号）山口支店。
- 2001年12月 - 東京支店開設。
- 2002年5月 - 運輸免許認可（関自振第149号）東京支店 。
- 同年11月 - 本社営業部を移転。
- 2003年10月 - 資本金30,000,000万円に増資。
- 2003年11月 - 山口支店が移転して、九州支店に名称変更。
- 2004年1月 - 本社営業部並びに九州支店にて国際品質マネジメントシステムISO9001：2000を取得。
- 同年9月 - 東京支店が移転する。
- 2006年1月 - 東京支店にて国際品質マネジメントシステムISO9001：2000を取得する。
- 同年8月 - 本社営業部を移転。
- 同年10月 - 第二種貨物利用運送事業 内航海運 一般事業の許可を取得。（国総貨複第99号）
- 2007年12月 - 本社営業部にて国際環境マネジメントシステムISO14001を認証取得。
- 2008年5月 - 創業30周年記念式典を開催。
- 2009年4月 - 名古屋ヤード開設。
- 2010年4月 - 創業者の代表取締役、辻本嘉一が退任し、代表取締役会長へ就任する人事を発表。同時に取締役副社長辻本和弘が、代表取締役社長へ就任。

## 概要
- 辻本運輸株式会社
- 業務内容：自動車輸送
- 所在地
  - 本社 〒631-0801奈良市左京1丁目3番地22
  - 本社営業部 〒630-8445　奈良市池田町233番地
  - 九州支店 〒800-0013　福岡県北九州市門司区新門司北1丁目1番
  - 東京支店 〒284-0001 千葉県四街道市大日字大作岡1106
  - 名古屋ヤード 〒455-0848　愛知県名古屋市港区金城ふ頭1-1
- 役員：代表取締役会長 辻本嘉一、代表取締役社長 辻本和弘
- 取引銀行：三井住友銀行奈良支店・南都銀行南支店・奈良中央信用金庫南奈良支店
- 主要取引先：東西海運・大阪トヨタ物流・マロックス・オーシャン東急フェリー・マルエイ自動車・日本郵船・エキスプレスコーポレーション・関西汽船・三菱ふそうトラック・バス・山九・三菱オートクレジット・リース・興国海運・大阪マツダ販売・阪九フェリー・シーリンク